# Nahal Amud
Nahal Amud (en hebreo: נחל עמוד; también conocida como Wadi Amud) es una corriente en la Alta Galilea, que se desemboca en el mar de Galilea, en Israel.
La fuente de la corriente, Ramat Dalton, está situada a 800 metros sobre el nivel del mar. Su cuenca de drenaje incluye los picos del Monte Canaán (955 metros) y el monte Meron (1.204 metros) y fluye hacia el sur a través de la Galilea oriental hasta la parte noroeste del Mar de Galilea a una altitud de menos de 200 metros bajo el nivel del mar. La corriente lleva el nombre de una columna que se eleva por encima del suelo y se encuentra cerca de un canal del arroyo cerca de Kibbutz Hokuk.